# فینال لیگ قهرمانان اقیانوسیه ۲۰۲۲
فینال لیگ قهرمانان اقیانوسیه ۲۰۲۲ بازی نهایی لیگ قهرمانان اقیانوسیه ۲۰۲۲ بود، بیست و یکمین دوره مسابقات قهرمانی باشگاه‌های اقیانوسیه، مسابقات فوتبال باشگاهی برتر در اقیانوسیه بود که توسط کنفدراسیون فوتبال اقیانوسیه (اواف‌سی) سازماندهی شد و شانزدهمین فصل با نام فعلی لیگ قهرمانان اقیانوسیه بود.
فینال به صورت تک مسابقه بین تیم‌های ونوس تاهیتی و اوکلند سیتی نیوزیلند برگزار شد. این مسابقه در ورزشگاه نگاهو در اوکلند در ۱۷ اوت ۲۰۲۲ برگزار شد.
اوکلند سیتی مسابقه را ۳–۰ برنده شد و دهمین عنوان قهرمانی خود را بدست آورد.

## مسابقات
| ونوس | ۰–۳   | اوکلند سیتی                               |
| ---- | ----- | ----------------------------------------- |
|      | گزارش | - هوویسون ۱۳' (پ) - گاریگا ۲۹' - تاده ۸۸' |

| ونوس | اوکلند سیتی |